# 947 Monterosa
947 Monterosa, asteroid glavnog pojasa. Otkrio ga je Friedrich Schwassmann, 8. veljače 1921.

## Vanjske poveznice
- Minor Planet Center